# 音響

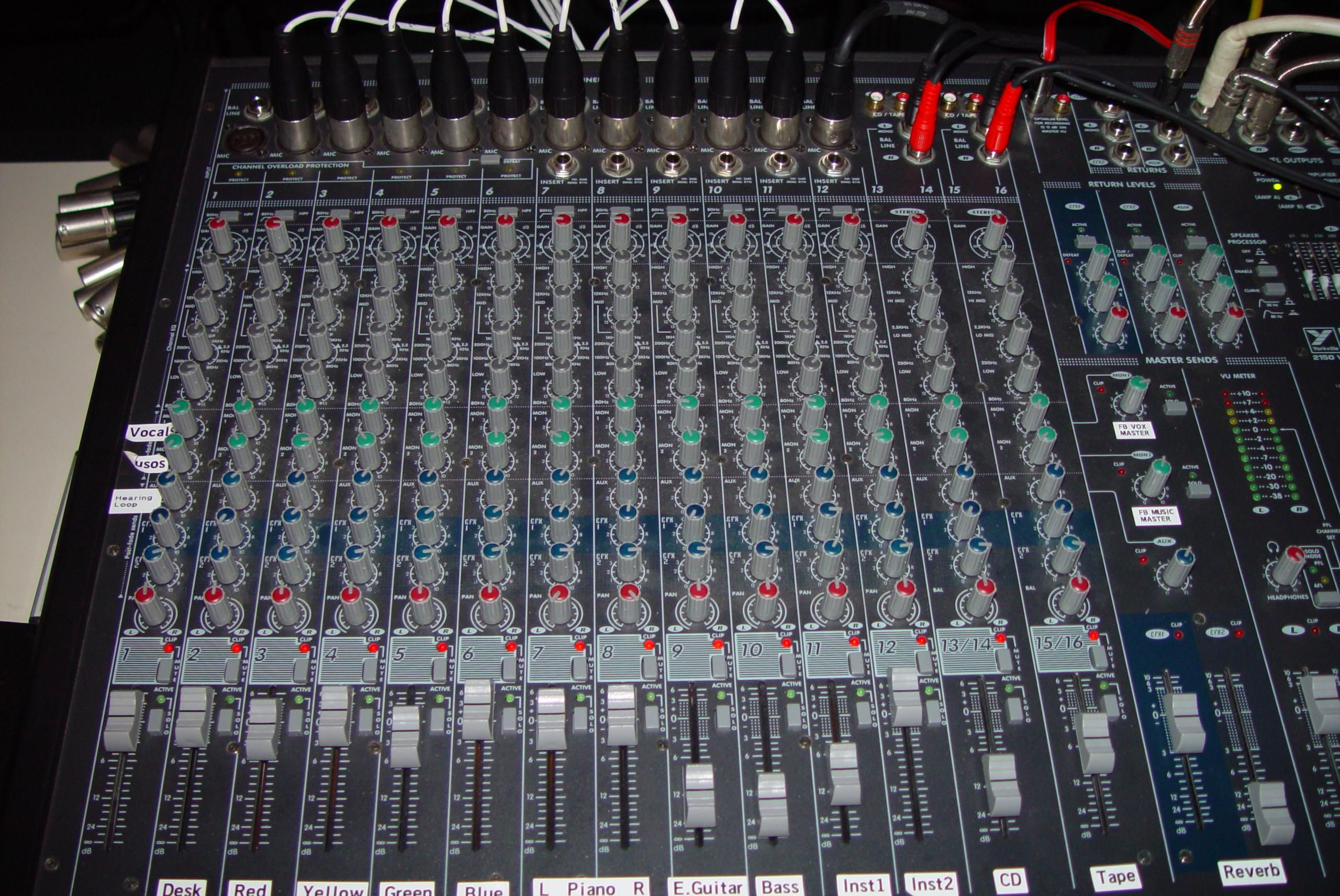
一個音響混音台

音響（英語：Audio equipment），廣義上是指一種利用電子迴路設計進行音訊與電子訊號間之互相轉換的音頻設備。
通常情况下，音响是指具有较大功率(相对于耳机)、开放播放声音的电气系统。这套系统由音源、解码、数模转换器(DAC)、分频器、功放、喇叭(换能器)构成，通过音响线连接。主要用于监听回放，此外还用于大厅扩音和广播喊话。
音响和音箱的区别在于，音箱是音响的一部分。分频器、功放、喇叭组成有源音箱，无源音箱不包含功放。常用于监听回放的桌面音箱二分频居多，系统通常为2.0声道，对低音有需求的会加一个低音炮组成2.1声道，5.1和7.1声道现在几乎只用于大厅订制，少部分为专业放音室，像家庭影院的消费领域因需要大面积，结构尽可能接近正方形的房间，四周墙面需要吸音处理才能满足声学环境的高要求而逐步消失。

## 組成

### 声卡（Sound Card）
與擴大器類似,声卡包含解码和数模转换器(DAC)，但是具有小功率功放的功能。目前，声卡传输数字信号用USB线、光纤线、8C8P网线，

### 擴大機（Amplifiers，功放）
按照放大模拟信号的原理，分为A类、B类、AB类、D类。在功放机中放大模块分为前级放大器（Preamplifiers）和后级放大器。

### 揚聲器（Loudspeakers，喇叭）
喇叭单元越大，换能效率越高，响应频率越广。对于2.0的音响系统，公认5寸中低音单元，0.75寸高音单元起步。

### 音响线或稱音源線（Audio cables）
模拟信号使用有屏蔽干扰功能的平衡线，接口为三针XLR口(卡农口)或6.35mm平衡口(有两个隔离环，三个触点，又称大三针)，另外4.4mm平衡口只用于耳机，但是专业器材上面几乎没有。非平衡线传输多用于耳机或3m以下的传输，接口大部分为3.5mm双声道接口(有两个隔离环，带麦克风信号通道的三个隔离环现在不常用)，6.35mm平衡口也可作非平衡的双声道接口。最后，只有一个隔离环的非平衡6.35mm接口、2.5mm平衡口、RCA莲花口正逐步淘汰。

### 调音组件
合成器（Synthesizers）、混音器（Mixers）
音調控制器（Tone controls）
等化器（Equalisers）
振盪器（Oscillators）
濾波器（Filters）
壓縮器（Compressors，Limiter）

### 相关配件
耳機（Headphones）
麥克風（Microphones）

## 類別
雖然功能與運作原理大同小異，但音響設備常根據其使用場所或用途的不同歸類，常見的音響類型包括：
- 家用音響（Home audio）：通常指桌面音响，包含各類在室內，尤其是住宅使用的音響設備。
- 家庭劇院（Home theater）：通常指由家用音響组成的5.1或7.1声道环绕声，并與電視或投影機的显示器組合而成的影音播放系统。
- 車用音響（Vehicle audio、Car audio）：裝置在車輛上的音響設備，除了體積通常較家用音響精簡外，也經常與車用導航系統或行車電腦（英语：Trip computer）等車上設備整合為一，是其特色。
- 高保真（Hi-Fi）：指失真率極低的监听音響設備。
- 便携音响（Mobile portable speakers、Boombox）：现在进化为蓝牙音响，將播放設備與揚聲器整合在一起並附有提把，通常以電池作為電力來源。
- 隨身聽（Personal stereo，或也常直接俗稱為「Walkman」）：指便携式播放器，通常配合耳機作为揚聲器组件进行放音。